# Nova Xavantina
Nova Xavantina est une municipalité brésilienne située dans l'État du Mato Grosso.